# Pier Angeli
Pier Angeli, eg. Anna Maria Pierangeli, född 19 juni 1932 i Cagliari på Sardinien, död 10 september 1971 i Beverly Hills i Kalifornien, var en italiensk skådespelare. Hon var tvillingsyster till Marisa Pavan.

## Biografi
Pier Angeli fick sitt genombrott 1949 som ung tonåring i Imorgon är det för sent och i dess uppföljare Imorgon är en ny dag 1950, som båda handlade om ungdomstidens svårigheter och nödvändigheten av sexualundervisning. Hon lockades sedan till Hollywood där hon åtnjöt en medelmåttig karriär i en rad filmer, oftast i roller som spröd, oskyldig hjältinna. Hennes mest minnesvärda roll är i filmen Teresa, som italiensk krigsbrud som efter andra världskriget gifter sig med en amerikansk soldat (spelad av John Ericson).
Hon hade emellertid svårt att anpassa sig till upphöjelsen som stjärna. Hon hade en kärleksaffär med James Dean, men hennes mor motsatte sig förbindelsen eftersom Dean inte var katolik. Istället arrangerade hennes mor ett äktenskap med sångaren Vic Damone. De gifte sig 1954, fick ett barn, och skilde sig 1959. Äktenskapet var ett misslyckande, och Angeli lär sedan ha sagt att den ende man hon någonsin älskat var James Dean.
Hon återvände sedan under en tid till hemlandet, där hon medverkade i några obetydliga filmer. Hon var gift 1962–1969 med den italienske filmmusikkompositören Armando Trovajoli (1917–2013) och fick med honom ett barn.
Angeli begick självmord den 10 september 1971, efter en överdos sömntabletter. Hon var då omedveten om att hon hade blivit erbjuden en gästroll i Bröderna Cartwright.

## Filmografi i urval
- 1949 – Imorgon är det för sent
- 1950 – Imorgon är en ny dag
- 1951 – Teresa
- 1952 – Farlig Zon
- 1953 – Störst är kärleken
- 1954 – Frestelse
- 1954 – Lilla helgonet
- 1956 – Gatans kung
- 1958 – Kors i taket
- 1959 – SOS Pacific
- 1960 – Tyst vrede
- 1962 – Sodom och Gomorra
- 1971 – Octaman